# Manfred Lemmer

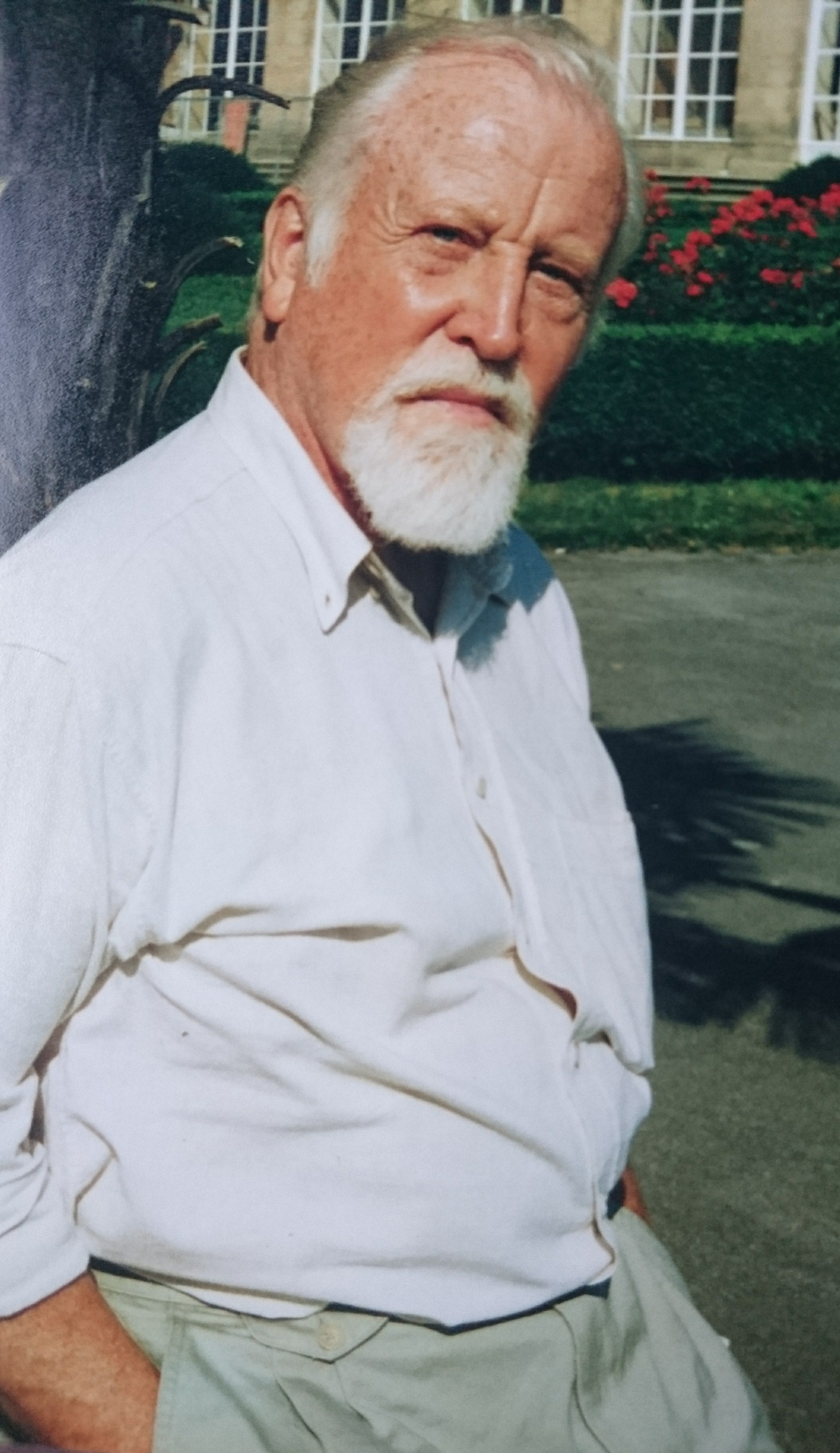
Manfred Lemmer (1997)

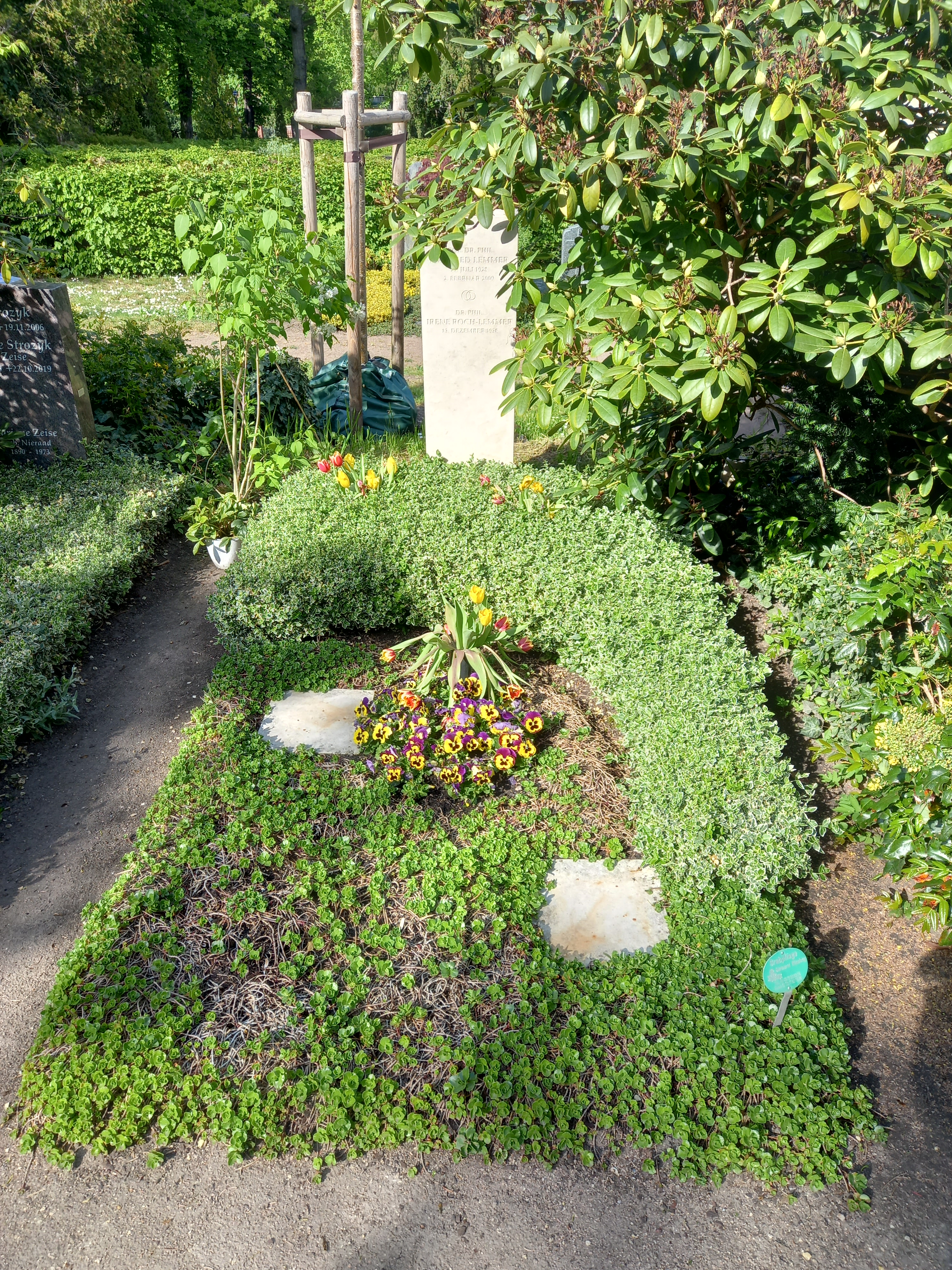
Das Grab von Manfred Lemmer auf dem Friedhof Kröllwitz in Halle

Manfred Lemmer (* 27. Juli 1928 in Halle/Saale; † 2. Februar 2009 ebenda) war ein deutscher Altgermanist und Lehrstuhlinhaber an der Universität Halle.

## Leben
Manfred Lemmer studierte von 1947 bis 1951 Germanistik, Anglistik, Mittellatein und Historische Hilfswissenschaften sowie Pädagogik an der Martin-Luther-Universität in Halle und war Schüler von Georg Baesecke und Karl Bischoff. 1956 schloss er die Promotion zum Thema Unhöfisches und Wirklichkeitsnahes in der mittelhochdeutschen Epik um 1200 ab. 1951 wurde er Assistent, 1958 Oberassistent in der „Älteren Abteilung“ des Germanistischen Instituts der Universität Halle. Seit 1962 arbeitete er als Dozent an der Humboldt-Universität zu Berlin und kehrte 1971 an die hallische Universität zurück. Hier habilitierte er sich 1981 mit einer Arbeit zu Sebastian Brants Narrenschiff, die wesentlichen Einfluss auf die weitere Forschung hatte. 1983 übernahm er die Dozentur für Sprachgeschichte und erhielt 1986 eine außerordentliche Professur. 1991 wurde Manfred Lemmer an der Universität in Halle auf den neudenominierten Lehrstuhl für Geschichte der deutschen Sprache und älteren deutschen Literatur am Germanistischen Institut berufen, den er bis zu seiner Emeritierung 1995 innehatte. 2001 verliehen ihm die Sächsische Akademie der Wissenschaften zu Leipzig und die Universität Leipzig den Theodor-Frings-Preis.
Manfred Lemmer war verheiratet mi der Kunsthistorikerin Irene Roch-Lemmer (* 1938).

## Schriften (Auswahl)
- Unhöfisches und Wirklichkeitsnahes in der mittelhochdeutschen Epik um 1200. Dissertation Halle (Saale) 1956.
- Studien zur Wirkung von Sebastian Brants Narrenschiff. Habilitationsschrift Halle (Saale) 1981 https://digital.bibliothek.uni-halle.de/hd/content/titleinfo/574161
- als Hrsg.: Sebastian Brant: Das Narrenschiff. Nach der Erstausgabe (Basel 1494) mit den Zusätzen der Ausgaben von 1495 und 1499 sowie den Holzschnitten der deutschen Originalausgaben (= Neudrucke deutscher Literaturwerke. Neue Folge. Band 5). Niemeyer, Tübingen 1962; 4., erweiterte Auflage ebenda 2004.
- Die Brüder Grimm. Leipzig 1963; 2., veränderte Auflage 1967; 3., neu bearbeitete Auflage 1985.
- Wernher der Gartenaere: Helmbrecht. Nach den beiden Handschriften hrsg. von Manfred Lemmer (Literarisches Erbe, 4). Halle (Saale) 1964.
- „Die lêre von der kocherie“. Von mittelalterlichem Kochen und Speisen. Übertragen und hrsg. von Manfred Lemmer und Eva-Luise Schultz, Einführung von Manfred Lemmer (= Insel-Bücherei. Band 906). Leipzig 1969; 2., verbesserte Auflage ebenda 1980.
- Dietrich Schernberg. Ein schoen spiel von Frau Jutten. Nach dem Eislebener Druck von 1565 hrsg. von Manfred Lemmer (Texte des späten Mittelalters und der frühen Neuzeit, 24). Berlin 1971.
- Das Leben der heiligen Elisabeth. Von einem unbekannten Dichter aus dem Anfang des 14. Jahrhunderts. Aus dem Mittelhochdeutschen übersetzt und hrsg. (mit Nachwort und Kommentar) von Manfred Lemmer. Berlin/Graz/Wien/Köln 1981; 2. Auflage ebenda 1982.
- „der Dürnge bluome schînet dur den snê“. Thüringen und die deutsche Literatur des hohen Mittelalters. Hrsg. von der Wartburg-Stiftung Eisenach. Eisenach 1981.
- als Hrsg.: Das Kochbuch der Philippine Welser. Pinguin-Verlag, Innsbruck 1983 (Lizenzausgabe der Edition Leipzig) ISBN 3-7016-2122-5 – Faksimile des Originalwerkes De re coquinaria mit Kommentar, Transkription und Glossar von Gerold Hayer.
- Franciscus Petrarcha: Von der Artzney bayder Glueck/ des guten vnd widerwertigen. Faksimile-Ausgabe des Augsburger Drucks von 1532. Hrsg. und kommentiert von Manfred Lemmer. Leipzig 1983, Hamburg 1984.
- Zur Bewertung von Luthers Bibelwortschatz im 17./18. Jahrhundert. In: Beiträge zur Spachwirkung Martin Luthers im 17./18. Jahrhundert. Teil II. Hrsg. von Manfred Lemmer (Kongress- und Tagungsberichte der Martin-Luther-Universität Halle-Wittenberg - Wiss. Beiträge 1988/5, F 77). Halle (Saale) 1988, S. 36–58. Nachdruck in: Luthers Deutsch. Sprachliche Leistung und Wirkung. Hrsg. von Herbert Wolf (Dokumentation Germanistischer Forschung, 2). Frankfurt/M., Berlin, Bern, New York, Paris, Wien 1996, S. 270–290.
- Der Saalaffe. Sagen aus Halle und Umgebung. Ausgewählt und neu erzählt von Manfred Lemmer. Mit Illustrationen von Dieter Gilfert. Halle (Saale) 1989; 4. Auflage Weinheim/Basel/Berlin 2003; als Hörbuch 2005, 2006 und 2007 neu hrsg. von Irene Roch-Lemmer. Mit Illustrationen von Lutz Bolldorf. Halle (Saale) 2015.
- Die Wartburg - Musensitz unter Landgraf Hermann I.? In: Deutsche Sprache und Literatur in Mittelalter und früher Neuzeit. Heinz Mettke zum 65. Geburtstag. Hrsg. von Rudolf Bentzinger und Heinz Endermann (Wiss. Beiträge der Friedrich-Schiller-Universität Jena 1989). Jena 1989, S. 113–129. Nachdruck in: Dialog. Schule und Wissenschaft. Deutsch und Geschichte. Acta Ising 1990. München 1991, S. 17–34. Gekürzte Fassung in: Jahrbuch der Oswald von Wolkenstein Gesellschaft. Hrsg. von Hans-Dieter Mück und Ulrich Müller, Bd. 6. Marbach/N. 1990/1991, S. 31–43.
- Haushalt und Familie aus der Sicht der Hausväterliteratur. In: Trude Ehlert (Hrsg.): Haushalt und Familie in Mittelalter und früher Neuzeit. Vorträge eines interdisziplinären Symposions vom 6.–9. Juni 1990 an der Rheinischen Friedrich-Wilhelms-Universität Bonn. Mit einem Register von Ralf Nelles. Thorbecke, Sigmaringen 1991, ISBN 3-7995-4156-X, S. 181–191.
- ... und war auch in Frau Venus’ Berg geraten. Sagen aus der alten Landgrafschaft Thüringen. Neu erzählt von Manfred Lemmer (Schriften der Wartburg-Stiftung Eisenach, 7). Eisenach 1992.
- Die Neuenburg in Geschichte, Literatur und Kunst des hohen Mittelalters (novum castrum. Schriftenreihe des Vereins zur Rettung und Erhaltung der Neuenburg e. V., 2). Freyburg/Unstrut 1993.
- Erinnerungen an Martin Luther. Ausgewählt und neu erzählt von Manfred Lemmer. Sandersdorf 2008; 2., verbesserte Auflage 2009.
- Ebernand von Erfurt: Die Kaiserlegende von Heinrich und Kunigunde. Aus dem Mittelhochdeutschen übertragen von Manfred Lemmer. Aus dem Nachlaß hrsg. von Kurt Gärtner. Sandersdorf-Brehna 2012.
- Hallisch. Aus den Schriften Manfred Lemmers zur Mundart der Stadt Halle (Saale). Hrsg. von Andrea Seidel. Sandersdorf-Brehna 2018.

Herausgeberschaft
- Bibliothek alter kulinarischer Werke, Verlag Edition Leipzig und verschiedene andere Verlage. Damit hat Manfred Lemmer die germanistischen Forschungen zur spätmittelalterlich-frühneuzeitlichen Sachprosa mitbegründet.